# گابریل مرکادو
گابریل ایوان مرکادو (اسپانیایی: Gabriel Iván Mercado‎؛ زادهٔ ۱۸ مارس ۱۹۸۷) بازیکن فوتبال اهل آرژانتین است.

## باشگاهی
از باشگاه‌هایی که در آن بازی کرده‌است می‌توان به راسینگ کلوب، ریور پلاته، استودیانتس، سویا و الریان اشاره کرد.

## تیم ملی
وی همچنین در تیم ملی فوتبال آرژانتین بازی کرده‌است.